# هری ولفر
هری ولفر (انگلیسی: Harry Welfare؛ ۲۰ اوت ۱۸۸۸ – ۱ سپتامبر ۱۹۶۶) یک بازیکن فوتبال اهل بریتانیا بود.